# 韓国軍の階級
韓国軍の階級（かんこくぐんのかいきゅう）は大韓民国の軍事組織において、その構成員の上下関係を明確にするために定められた序列である。

## 現在の階級
韓国軍では1962年に兵分隊長制度を導入し、下士官（韓国では부사관（副士官））が勤めていた分隊長、日直下士（当直下士）などの職責を兵卒が担うようになった。それに合わせて下士官の階級構成を簡素化し、兵卒の階級が増やされている。
※参考に同盟軍であるアメリカ陸軍の同等の階級を併記する。
- 元帥
  - 원수（元帥、げんすい）：(General of the Army)

- 将官（韓国では、将官クラスの軍人を장성＝將星と呼ぶ。）
  - 대장（大將、たいしょう）：(General)
  - 중장（中將、ちゅうしょう）：(Lieutenant General)
  - 소장（少將、しょうしょう）：(Major General)
  - 준장（准將、じゅんしょう）：(Brigadier General)

- 領官（韓国における佐官の称）
  - 대령（大領、たいりょう）：(Colonel)
  - 중령（中領、ちゅうりょう）：(Lieutenant Colonel)
  - 소령（少領、しょうりょう）：(Major)

- 尉官
  - 대위（大尉、たいい）：(Captain)
  - 중위（中尉、ちゅうい）：(First Lieutenant)
  - 소위（少尉、しょうい）：(Second Lieutenant)

- 准士官
  - 준위（准尉、じゅんい）：(Chief Warrant Officer)

- 副士官（韓国における下士官の称）
  - 원사（元士、げんし）：(Sergeant Major)
  - 상사（上士、じょうし）：(Master Sergeant)
  - 중사（中士、ちゅうし）：(Sergeant First Class)
  - 하사（下士、かし）：(Staff Sergeant)

- 兵
  - 병장（兵長、へいちょう）：(Sergeant)
  - 상등병（上等兵、じょうとうへい）：(Corporal)
略称：상병（上兵、じょうへい）
  - 일등병（一等兵、いっとうへい）：(Private First Class)
略称：일병（一兵、いっぺい）
  - 이등병（二等兵、にとうへい）：(Private)
略称：이병（二兵、にへい）
  - 훈련병（訓練兵、くんれんへい）：(Private (Basic))
略称：훈병（訓兵、くんへい）
訓練所での新兵教育課程にある兵の階級

## 兵分隊長制度実施前の下士官兵の階級
※参考に同盟軍であるアメリカ陸軍の1962年当時の同等の階級を併記する。
- 下士官
  - 특무상사（特務上士）：(Sergeant Major)
  - 일등상사（一等上士）：(First Sergeant)
  - 이등상사（二等上士）：(Master Sergeant)
  - 일등중사（一等中士）：(Sergeant First Class)
  - 이등중사（二等中士）：(Sergeant)
  - 하사（下士）：(Corporal)
- 兵
  - 일등병（一等兵）：(Private First Class)
  - 이등병（二等兵）：(Private)
  - 무등병（無等兵）：(Private (Basic))

## 初期の階級
韓国軍の前身である南朝鮮国防警備隊創設当初の階級。李氏朝鮮時代の武官の呼称を踏襲したが、発音が紛らわしいので現在のように改められた。
- 将官
  - 대장（大將）
  - 부장（副將）
  - 참장（參將）

- 領官
  - 정령（正領）
  - 부령（副領）
  - 참령（參領）

- 尉官
  - 정위（正尉）
  - 부위（副尉）
  - 참위（參尉）

- 准士官
  - 대특무정교（大特務正校）

- 下士官
  - 특무정교（特務正校）
  - 정교（正校）
  - 특무부교（特務副校）

- 兵
  - 부교（副校）
  - 참교（參校）
  - 일등병사（一等兵士）
  - 이등병사（二等兵士）